# Dụ ngôn Đứa con hoang đàng

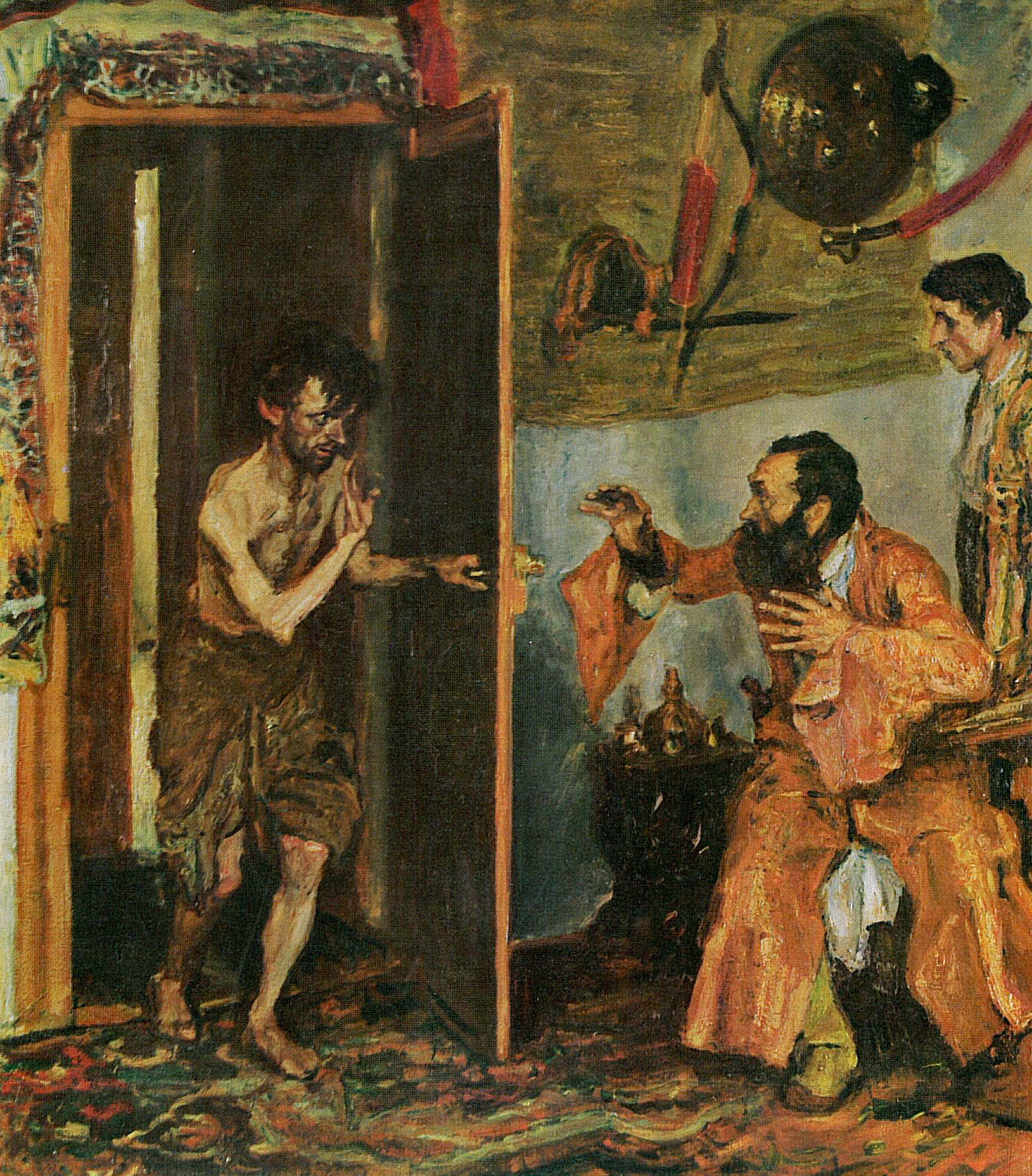
Đứa con hoang đàng,
tranh của Max Slevogt

Người cha nhân hậu (hoặc Người con hoang đàng) hoặc là một trong những dụ ngôn của Chúa Giêsu, được ký thuật trong Phúc âm Lu-ca 15: 11-32.
Chuyện kể về người con trai trở về sau khi tiêu xài hoang phí toàn bộ tài sản của mình. Cụm từ "Người con trai hoang đàng" ngày nay được sử dụng rộng rãi ám chỉ những người chưa trưởng thành không chịu sống theo các chuẩn mực mà cha mẹ họ muốn họ sống, nhằm giúp họ vững vàng bước chân vào đời.

## Nội dung
| “                                                                            | Rồi Đức Giê-su nói tiếp:"Một người kia có hai con trai. Người con thứ nói với cha rằng:"Thưa cha, xin cho con phần tài sản con được hưởng. Và người cha đã chia của cải cho hai con. Ít ngày sau, người con thứ thu góp tất cả rồi trẩy đi phương xa. Ở đó anh ta sống phóng đãng, phung phí tài sản của mình. "Khi anh ta đã ăn tiêu hết sạch, thì lại xảy ra trong vùng ấy một nạn đói khủng khiếp. Và anh ta bắt đầu lâm cảnh túng thiếu, nên phải đi ở đợ cho một người dân trong vùng; người này sai anh ta ra đồng chăn heo. Anh ta ao ước lấy đậu muồng heo ăn mà nhét cho đầy bụng, nhưng chẳng ai cho. Bấy giờ anh ta hồi tâm và tự nhủ:"Biết bao nhiêu người làm công cho cha ta được cơm dư gạo thừa, mà ta ở đây lại chết đói! Thôi, ta đứng lên, đi về cùng cha và thưa với người:"Thưa cha, con thật đắc tội với Trời và với cha, chẳng còn đáng gọi là con cha nữa. Xin coi con như một người làm công cho cha vậy. Thế rồi anh ta đứng lên đi về cùng cha. Anh ta còn ở đằng xa, thì người cha đã trông thấy. Ông chạnh lòng thương, chạy ra ôm cổ anh ta và hôn lấy hôn để. Bấy giờ người con nói rằng:"Thưa cha, con thật đắc tội với Trời và với cha, chẳng còn đáng gọi là con cha nữa... Nhưng người cha liền bảo các đầy tớ rằng:"Mau đem áo đẹp nhất ra đây mặc cho cậu, xỏ nhẫn vào ngón tay, xỏ dép vào chân cậu, rồi đi bắt con bê đã vỗ béo làm thịt để chúng ta mở tiệc ăn mừng! Vì con ta đây đã chết mà nay sống lại, đã mất mà nay lại tìm thấy". Và họ bắt đầu ăn mừng. "Lúc ấy người con cả của ông đang ở ngoài đồng. Khi anh ta về gần đến nhà, nghe thấy tiếng đàn ca nhảy múa, liền gọi một người đầy tớ ra mà hỏi xem có chuyện gì. Người ấy trả lời:"Em cậu đã về, và cha cậu đã làm thịt con bê béo, vì gặp lại cậu ấy mạnh khoẻ. Người anh cả liền nổi giận và không chịu vào nhà. Nhưng cha cậu ra năn nỉ. Cậu trả lời cha:"Cha coi, đã bao nhiêu năm trời con hầu hạ cha, và chẳng khi nào trái lệnh, thế mà chưa bao giờ cha cho lấy được một con dê con để con ăn mừng với bạn bè. Còn thằng con của cha đó, sau khi đã nuốt hết của cải của cha với bọn điếm, nay trở về, thì cha lại giết bê béo ăn mừng! "Nhưng người cha nói với anh ta: "Con à, lúc nào con cũng ở với cha, tất cả những gì của cha đều là của con. Nhưng chúng ta phải ăn mừng, phải vui vẻ, vì em con đây đã chết mà nay lại sống, đã mất mà nay lại tìm thấy." | ” |
| — Phúc âm Lu-ca 15:11-32, Bản dịch của Nhóm Phiên dịch Các giờ kinh Phụng vụ | |   |

## Một góc nhìn

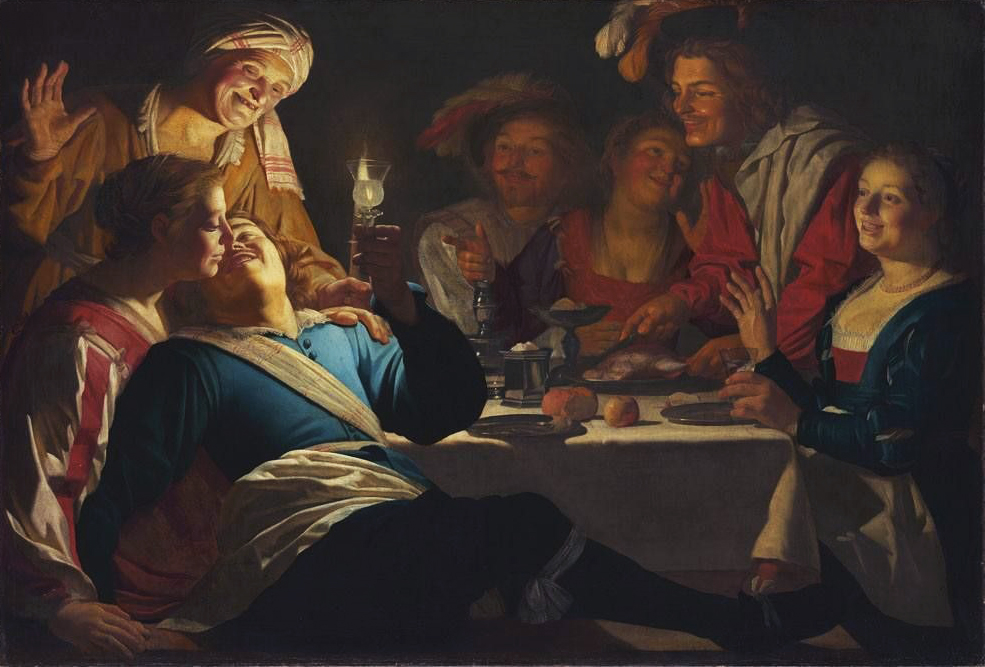
Đứa con hoang đàng ăn tiêu phóng đãng, tranh của Gerard van Honthorst (1623)

Tuy câu chuyện thường được nhắc đến như là chuyện"Người con trai hoang đàng", tiêu đề này không được tìm thấy trong Tân Ước, nhìều nhà phê bình cho rằng câu chuyện nên được đặt tên"Người con đã mất", sẽ đồng bộ hơn khi được đặt vào chuỗi các dụ ngôn bao gồm Dụ ngôn Đồng bạc bị đánh mất và Dụ ngôn Chiên lạc mất. Các câu chuyện này được ký thuật ngay trước đó trong Phúc âm Lu-ca chương 15. Cả ba câu chuyện kể đều thuộc chủ đề về sự quan tâm của Thiên Chúa dành cho tội nhân chịu hối cải hơn là cho người công chính không hề sa ngã. Một số người khác cho rằng cần đổi tên tiêu đề thành"Chuyện về hai người con", tập chú vào vai trò của người con cả nhằm đả kích tính ganh tị và đầu óc hẹp hòi.
Đây là một trong những dụ ngôn được biết đến nhiều nhất của Chúa Giê-su, chỉ được chép lại trong Phúc âm Lu-ca, làm nổi bật thông điệp thần học của phúc âm này: Tình yêu và ân điển của Thiên Chúa được ban cho vô điều kiện. Sự tha thứ dành cho người con không dựa trên công đức, vì từ đầu cho đến cuối câu chuyện, khó có thể tìm thấy bất cứ việc lành nào chàng trai đã làm. Chỉ cần hành động quay về trong hối cải là đủ cho tấm lòng bao dung của người cha vẫn hằng mong đợi con mình.
Đứa con hoang đàng là hình ảnh khá phổ biến trong các gia đình Cơ Đốc đương đại, khi những đứa con đến tuổi trưởng thành quyết liệt khước từ niềm tin truyền thống của gia đình, bất kể những nỗ lực của cha mẹ dìu dắt con cái họ từng bước lớn lên trong đức tin, cùng những lời cầu nguyện thấm đẫm tình yêu dành cho đứa con yêu dấu. Kiêu hãnh và mạnh mẽ, chàng trai tìm đến những vùng đất xa lạ, buông mình vào các cuộc phiêu lưu, và háo hức dò tìm các giá trị mới, cho đến khi ngã quỵ trước thất bại và tuyệt vọng. Khi ấy, đứa con hoang đàng mới nhận biết hơi ấm vòng tay ôm của người cha là quý biết bao!

## Trong Nghệ thuật

### Âm nhạc

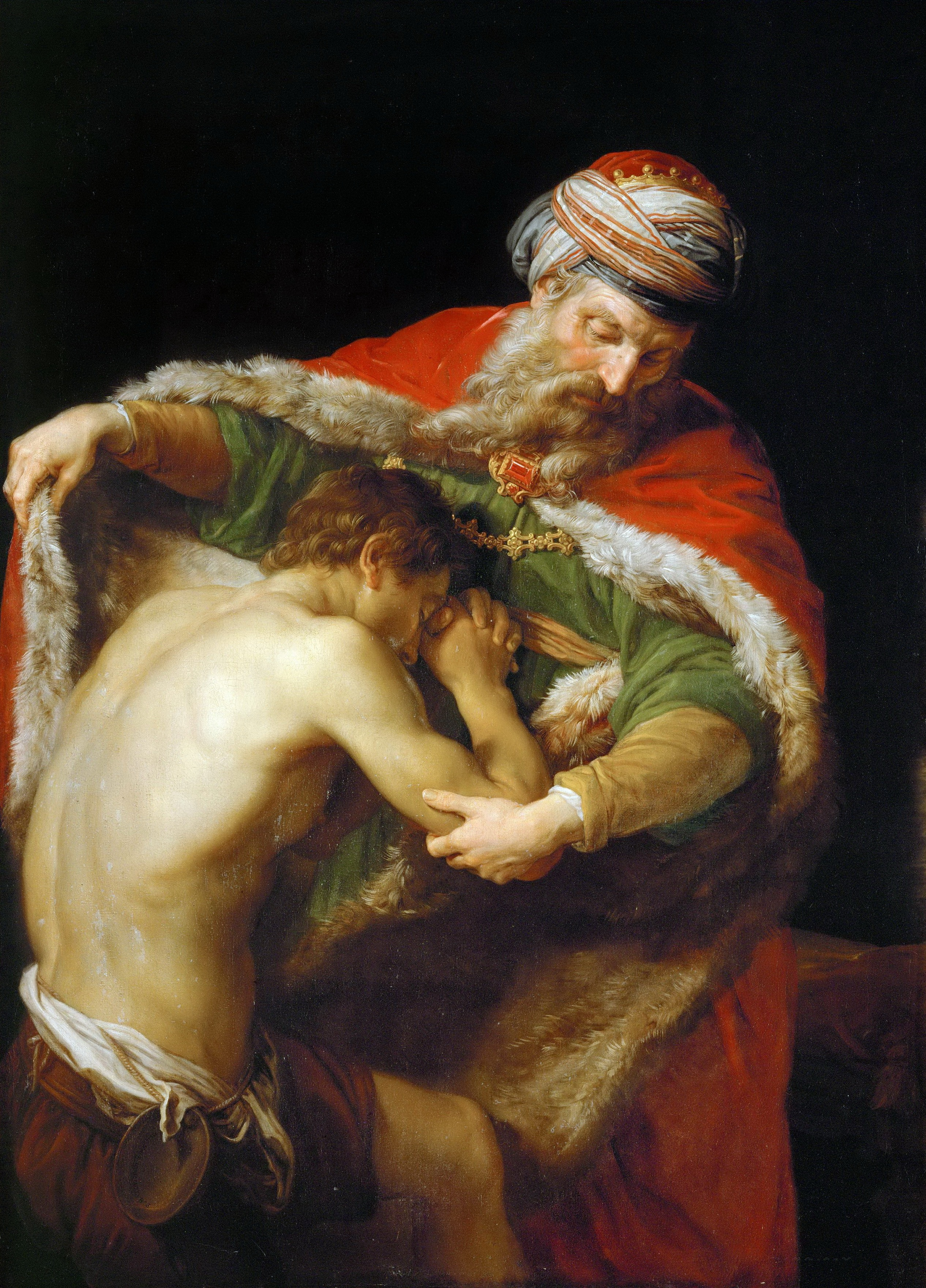
Đứa con hoang đàng trở về, tranh của Pompeo Batoni (1773)

Dụ ngôn Đứa con hoang đàng được nhắc đến trong bản dân ca Ái Nhĩ Lan The Wild Rover, cũng xuất hiện trong Prodigal Blues, một ca khúc được Billy Idol thể hiện, nói về cuộc đấu tranh của anh chống lại những cơn nghiện ma túy. Bono, ca sĩ của nhóm U2 cũng mượn ý tưởng từ dụ ngôn này để viết ca khúc The First Time. Cũng từ hình ảnh đứa con hoang đàng, Dustin Kensrue viết Please Come Home cho album cùng tên phát hành năm 2007. Năm 1981, nhóm Iron Maiden thu âm ca khúc Prodigal Son. Mục sư Robert Wilkins thuật lại dụ ngôn này trong ca khúc Prodigal Son được nhóm Rolling Stones cover cho album Beggar’s Banquet năm 1968. Nhóm Nashville Bluegrass thu âm Prodigal Son a capella theo âm điệu dòng nhạc phúc âm.

### Văn chương
Có lẽ tác phẩm văn học sâu sắc nhất gợi cảm hứng từ Dụ ngôn Đứa con hoang đàng là của nhà thần học người Hà Lan Henri Nouwen, quyển The Return of the Prodigal Son, A Story of Homecoming (1992), trong đó tác giả miêu tả cuộc hành trình tâm linh của ông phần nào tác động bởi lần thưởng thức họa phẩm The Return of the Prodigal Son của Rembrandt. Theo Nouwen, câu chuyện được thể hiện trong họa phẩm của Rembrandt miêu tả ba nhân vật: người em tức là đứa con hoang đàng; người anh đang giận dữ là người luôn tự hào về phẩm hạnh của mình; và người cha luôn yêu thương con. Nouwen cho rằng tất cả tín hữu Cơ Đốc – kể cả ông – luôn phải đấu tranh để được giải thoát khỏi những"sự yếu đuối"cố hữu thể hiện qua tính cách của hai anh em, hầu có thể trải nghiệm sự tăng trưởng tâm linh mà trở thành người cha hi sinh, sẵn sàng ban cho và sẵn lòng tha thứ.